# Вестрі
«Вестрі» (ісл. Íþróttafélagið Vestri) — ісландський футбольний клуб, який є футбольною чоловічою секцією мультиспортивного клубу «Вестрі» з міста Ісафіордюр. З 2024 року клуб грає у Беста-дейлд карла, найвищому футбольному дивізіоні Ісландії.

## Історія
Клуб був заснований у 1986 році як футбольний відділ «Badmintonfélag Ísafjarðar», або скорочено БІ. Того ж року команда вперше грала в ісландській лізі 4-го рівня, тоді відомій як «4. дейлд карла», і її першим тренером був колишній гравець збірної Ісландії Бьорн Хельгасон. У 1988 році найбільший клуб Ісафіордюра, «Іроттабандалаг Ісаф'ярдар» (ÍBÍ), припинив існування після багатьох років фінансових труднощів, і більшість його гравців перейшли до БІ, який став головним футбольним клубом міста. Клуб взяв назву «БІ'88», щоб відзначити переформування клубу, а головним тренером клубу став Йоганн Крукнес Торфасон. Команда переконливо виграла свою групу в 4 дивізіоні, забивши 46 голів, пропустивши лише 3, причому їх найбільшою перемогою була перемога над клубом "Хефрунгур"з рахунком 18–0. Команда перемогла у плей-офф 4 дивізіону, та здобула підвищення до 3 дивізіону, де грала наступні 3 роки. У 1991 році команда вийшла до другого дивізіону після того, як посіла друге місце в третьому дивізіоні. Клуб грав там 2 роки, та знову повернувся до третього дивізіону. Після сезону 1996 року клуб знявся з розіграшу через фінансові труднощі.
З 2006 по 2016 рік команда виставляла спільну команду з клубом «Болунгарвік» під назвою «БІ/Болунгарвік». У 2008 році команда вийшла до другого дивізіону, а в 2010 році до першого дивізіону. У жовтні 2010 року головним тренером клубу став Гудйон Тордарсон. У 2016 році клуб об'єднався у клуб «Вестрі» разом із «Skellur» (волейбольним клубом), «Sundfélagið Vestri» (плавання) і KFÍ (баскетбольним клубом).
21 вересня 2019 року «Вестрі» в останній грі сезону здобув перемогу з рахунком 7–0 у матчі проти клубу «Тіндастолл», та забезпечив собі підвищення до другого ісландського дивізіону.
30 вересня 2023 року «Вестрі» переміг клуб «Афтурелдінг» у фіналі плей-офф другого дивізіону, та вперше в історії вийшов до найвищого ісландського дивізіону Беста-дейлд карла.